# Методика изучения факторов привлекательности профессии
Методика изучения факторов привлекательности профессии — специальное исследование, разработанное В. А. Ядовым и модифицированное в дальнейшем Н. В. Кузьминой и А. А. Реаном, которое показывает уровень удовлетворенности профессией в виде количественного индекса. Данная методика широко используется в психолого-педагогических и социально-педагогических исследованиях.

## Описание
Удовлетворенность профессией обусловлена множеством факторов, однако ее уровень поддается вероятностному прогнозированию. Здесь и далее в статье приводится пример исследования, модифицированный Н. В. Кузьминой и А. А. Реаном.

### Инструкция испытуемым
Испытуемым предлагается обвести пункты, отражающие их отношение к выбранной профессии. В столбце «А» указаны «привлекательные» факторы, а в столбце «Б» — «непривлекательные». Испытуемые обводят только то, что для них действительно значимо в оценке профессии, при этом фиксировать что-то в каждой строке не является обязательным.
В колонках «А» и «Б» представлены следующие факторы:
| А                                                        | Б                                                          |
| 1. Важнейшая для общества профессия.                     | 1. Мало оценивается важность труда.                        |
| 2. Работа с людьми.                                      | 2. Не умею работать с людьми.                              |
| 3. Работа требует творческого подхода.                   | 3. Нет условий для творчества.                             |
| 4. Работа не вызывает переутомления .                    | 4. Работа вызывает переутомление.                          |
| 5. Большая зарплата.                                     | 5. Небольшая зарплата.                                     |
| 6.Возможность самосовершенствования.                     | 6.Нет условий для самосовершенствования.                   |
| 7. Работа соответствует моим способностям.               | 7. Работа не соответствует моим способностям.              |
| 8. Работа соответствует моему характеру.                 | 8. Работа не соответствует моему характеру.                |
| 9. Небольшой рабочий день.                               | 9. Большой рабочий день.                                   |
| 10. Отсутствие частого контакта с людьми.                | 10. Излишне частый контакт с людьми.                       |
| 11. Возможность достичь социального признания, уважения. | 11. Невозможность достичь социального признания, уважения. |
| 12. Прочие факторы                                       | 12. Прочие факторы                                         |

### Анализ результатов
По каждому из факторов подсчитывается собственный коэффициент значимости (КЗ):
КЗ = {\displaystyle [(p+)-(p-)]\div V}
где V — общее количество испытуемых; (p+) — число отметивших фактор в столбце «A»; (p-) — число отметивших фактор в столбце «Б».
Коэффициент значимости варьирует в значении от −1 до +1.
Для удобства результаты записываются в следующий шаблон таблицы:
| Фактор | 1 | 2 | 3 | … |
| ------ | - | - | - | - |
| V      |   |   |   |   |
| p+     |   |   |   |   |
| p-     |   |   |   |   |
| КЗ     |   |   |   |   |

### Выводы
Кроме того, исследования отдельных профессиональных сфер по данной методике дают возможность проследить общие тенденции в индивидуальных особенностях испытуемых. Например, те, кто проявляет интерес к сфере «человек—техника», имеют более высокую стойкость аффекта и ригидное поведение, более реалистичны и независимы, более радикальны и склонны к экспериментам.
Для выбравших сферу «человек — художественный образ» характерна лабильность эмоций и потребность в общении, высокая импульсивность, большая эмоциональная чувствительность.
Для учащихся, выбравших сферу «человек — знаковая система», характерны высокая ригидность поведения и стойкость аффекта, реалистичность и независимость.
У выбравших сферу «человек—природа» ярко выражена сензитивность, высокая эмоциональная чувствительность в сочетании с большой уравновешенностью.
Эти и другие данные позволяют, на наш взгляд, утверждать, что за результатами исследования стоят не только осознаваемые профессиональные интересы, но и другие личностные образования: склонности, способности, соответствие характерологических особенностей личности требованиям профессии. Профессиональные интересы кристаллизуются и четко определяются частично по механизму позитивного подкрепления. Успешные начинания личности в тех или иных видах деятельности способствуют развитию и закреплению интереса к этим видам деятельности.

## Значимость методики
Часто выбор профессии осуществляется при наличии неточных представлений о самой профессии.
Явные профессиональные интересы как правило остаются устойчивыми и значительно воздействующими на удовлетворённость профессией на этапе обучения и на благополучность деятельности в будущем. Отношение к профессии, причины ее выбора, включающие в себя потребности, интересы, убеждения, идеалы — это первостепенные факторы, от которых зависит эффективность профессионального обучения. В этап принятия профессии входят анализ мотивов и анализ собственных возможностей.
При выборе профессии следует учитывать и профессиональные интересы, склонности человека, его личностные характеристики и степень его профессиональной пригодности в зависимости от уровня развития профессионально важных познавательных, двигательных, психологических качеств человека.
Наиболее важным аспектом профессиональной удовлетворённости является верное выявление профессиональных интересов.
Недостаточное осознание профессиональных склонностей или неадекватное представление о содержании будущей профессиональной деятельности могут стать причиной неадекватного выбора профессии — психологические, внутренние аспекты, наряду с такими социальными (внешними) аспектами, как невозможность осуществить профессиональный выбор по интересам. В основном это связано с с неадекватным представлением о содержании будущей деятельности или недостаточным осознанием профессиональных склонностей. Однако как стало известно, самый простой анализ интересов к различным профессиям влияет на удовлетворённость будущим рабочим местом и фактом её выбора. Исследования в среде профессиональных интересов у учащихся средних специальных учебных заведений позволяют увидеть, что их предпочтения зачастую не связаны с направлением их обучения и будущей специальностью. Ясно, что как уровень профессионального обучения, так и её эффективность зависят от этого напрямую, что может привести к неблагополучным последствиям.